# Aputai jezik
Aputai jezik (ilputih, opotai, tutunohan; ISO 639-3: apx), jedan od timorskih jezika koji se govori na sjevernoj obali otoka Wetar u selu Ilputih i na južnoj obali u selu Lurang u jugozapadnim Molucima, Indonezija.
Postoje tri dijalekta, dva živa ilputih i lurang i izumrli welemur. Ukupno 150 govornika (Hinton 1990). U upotrebi je i malajski, a ilputih govornici služe se i jezikom talur.

## Vanjske poveznice
- Ethnologue (14th)
- Ethnologue (15th)